# Дивлячись на неприємності (фільм, 1934)
«Дивлячись на неприємності» (англ. Looking for Trouble) — американська кримінальна драма режисера Вільяма А. Веллмена 1934 року.

## Сюжет
Джо і Кейсі — головні неприємності для телефонної компанії. Вони пробують довести, що Етель дівчина боса Дена — шахрайка, але опинилися в пастці.

## У ролях
- Спенсер Трейсі — Джо
- Джек Оукі — Кейсі
- Констанс Каммінгс — Етель Грінвуд
- Морган Конуей — Ден Саттер
- Арлін Джадж — Мейзі Брайан
- Пол Гарві — Джеймс Ріган
- Джудіт Вуд — Перл Ла Тур
- Джо Соєр — бандит Макс Стенлі
- Роберт Елліотт — капітан поліції Флінн
- Франклін Арделл — Джордж Мартін
- Пол Порказі — кабаре-менеджер
- Чарльз Лейн — оператор